# Estación Roodebeek
La estación Roodebeek es una estación de la red del metro de Bruselas que da servicio al ramal este de la línea 1, conocida como 1B hasta el 4 de abril de 2009. Se localiza en la municipalidad belga de Woluwe-Saint-Lambert/ Sint-Lambrechts-Woluwe, y fue abierta el 7 de mayo de 1982.
La estación da servicio al centro comercial de Woluwe y a un intercambiador de autobús.

## Construcción
Debido a su ubicación, junto al río Woluwe, las vías de la estación tienen tendencia a inundarse durante las tormentas y lluvias torrenciales.